# Cité Amirouche (metropolitana di Algeri)
Cité Amirouche è una stazione della linea 1 della metropolitana di Algeri, situata nel comune di Hussein Dey.

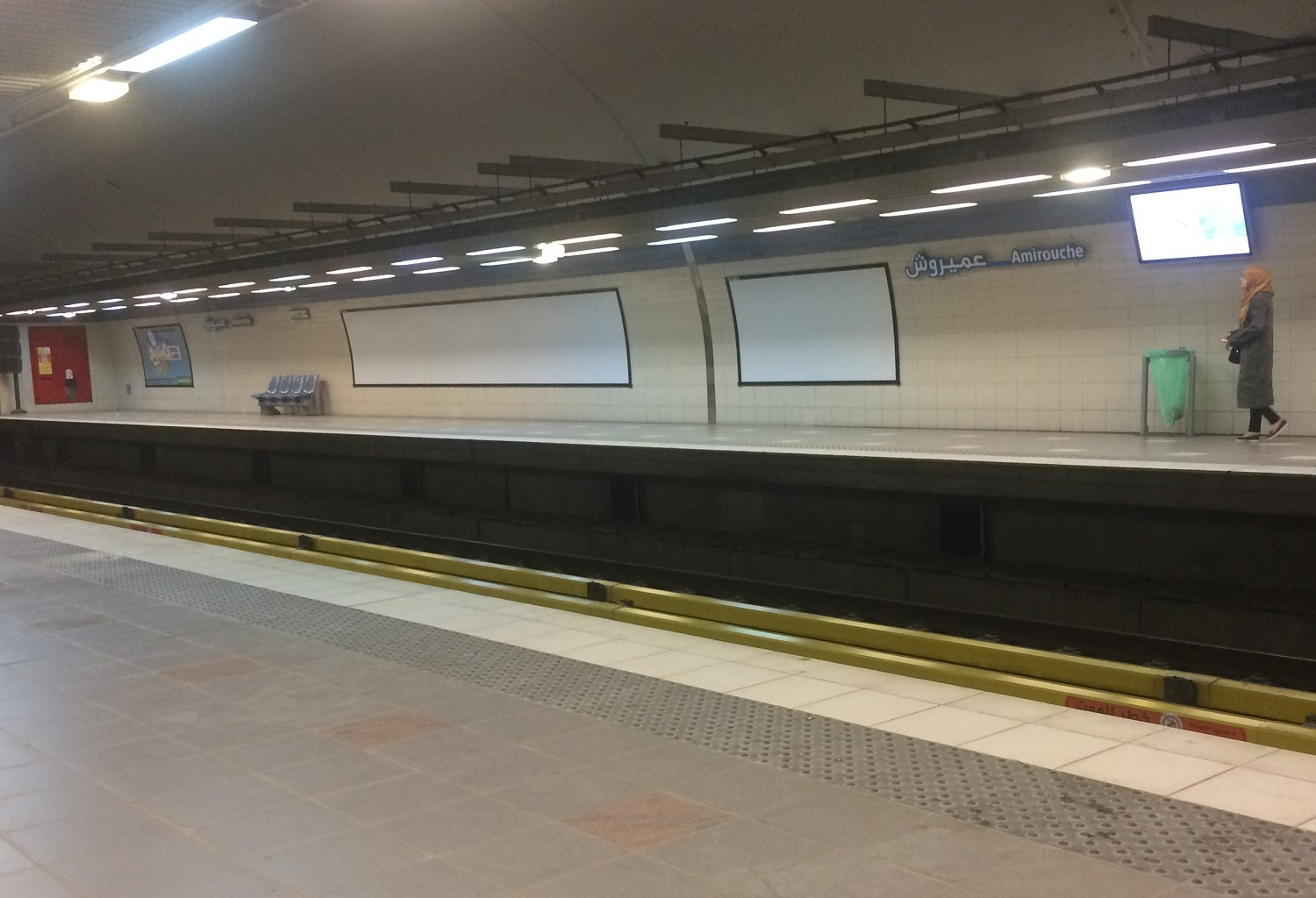
Banchina della stazione (2018).

Si trova sotto il viale Chemin Fernane Hanafi, presso la Cité Colonel Amirouche. Serve il quartiere Brosette di Hussein Dey e il quartiere Calvaire di Kouba.

## Strutture e impianti
È una stazione sotterranea a 4 binari, due per ogni senso di marcia, serviti da due banchine laterali per ciascun lato.

## Servizi
La stazione è dotata di 2 uscite, una sulla Boulevard Fernane Hannafi e una sulla Cité Colonel Amirouche.

## Interscambi
- Bus ETUSA, linee 1 e 66.[2]